# Impressions in Blood
Albums de Vader
The Beast
(2004) Necropolis
(2009)
Impressions in Blood est le septième album studio du groupe de Death metal polonais Vader. L'album est sorti le 5 septembre 2006 sous le label Regain Records.
Le onzième et avant-dernier titre de l'album, Raining Blood, est une reprise du groupe de Thrash metal américain Slayer. Ce titre apparait à l'origine sur la liste des titres de leur album Reign in Blood.

## Composition
- Piotr "Peter" Wiwczarek - chant, guitare
- Maurycy "Mauser" Stefanowicz - guitare
- Marcin "Novy" Nowak - basse
- Dariusz "Daray" Brzozowski - batterie
- Krzysztof "Siegmar" Oloś - claviers

## Liste des morceaux
1. Between Day and Night – 0:41
2. ShadowFear – 4:50
3. As Heavens Collide... – 2:41
4. Helleluyah!!! (God is Dead) – 3:02
5. Field of Heads – 4:06
6. Predator – 5:13
7. Warlords – 2:44
8. Red Code – 2:30
9. Amongst the Ruins – 4:07
10. They Live!!! – 2:14
11. Raining Blood
12. The Book – 5:07